# Оливер Њего
Оливер Њего (Ниш, 19. септембар 1959) српски је оперски певач, баритон и професор Универзитета у Крагујевцу. За изузетне заслуге и постигнуте резултате у области оперске уметности одликован је указом Председника Републике Србије Орденом Карађорђеве звезде 2025 године.

## Биографија
Рођен је 1959. године у Нишу где живи до 10. године живота и полази у основну школу. Мајка му је стоматолог а отац војни пилот. Због премештаја оца, породица се пресељава у Скопље, где Оливер завршава основну и средњу школу. Студије почиње са грађевином па прелази на шумарски факултет, покушава да упише пилотску академију, али природан дар и склоност ка песми преусмерава га на Музичку академију у Скопљу. Пошто је војску служио у Београду по наговору професорке Радмиле Бакочевић прелази на Музичку академију у Београду. Дипломирао је 1990. год на Факултету музичке уметности у Београду, у класи професорке Радмиле Бакочевић.
Певачку каријеру почиње још као студент где има повремени ангажман у скопској опери, да би 1979. године добио статус члана опере у Скопљу.

## Педагошки рад
Оливер Њего запослен је као Доцент на Катедри за соло певање на Филолошко-уметничком факултету Универзитета у Крагујевцу.
Предаје Главни предмет соло певање и Методику наставе соло певања, поред чега је ангажован као истакнути професор на предмету - техника гласа, коју предаје студентима глуме на Универзитету „ Слобомир у Бјељини као и на Универзитету „ Сингидунум у Београду и „ Синергија.
Постигнути резултати у педагошком и уметничком смислу допринели су томе да Доцент мр Оливер Њего буде члан жирија по позиву на више такмичења и фестивала у Србији.
- 11. 11. 2011. Члан жирија СМОТРЕ МУЗИЧКИХ ТАЛЕНАТА СРБИЈЕ у Сремским Карловцима, у организацији УМБПС-а а под покровитељством Председника Србије.
- 16. - 12. маја 2012. Члан жирија Међународног такмичења „Петар Коњовић” у Београду у организацији УМБПС-а
- 30. 11. - 01. 12. 2012. Члан жирија на Такмичењу соло певача „Никола Цвејић” у Руми, организатор „Фонд Никола и Марица Цвејић”.
- 29. - 30. 11. 2013. Члан жирија на Такмичењу соло певача „Никола Цвејић” у Руми, организатор „Фонд Никола и Марица Цвејић”.

Поред чланства у жиријима, професор Њего је члан Научних експертских тимова на којима има активно учешће у анализама, истраживањима и представљањима фонијатрије.
- Сарадник Катедре за Оториноларингологију Медицинског факултета Универзитета у Београду. Креативним демонстрацијама прегледа и појашњења доприноси практичној и теоретској настави као значајан учесник и сарадник.

Доцент мр Оливер Њего је презентовао идеје и креативно извођење фонијатријских аспеката заједно са члановима катедре на Европском и Светском конгресу Оториноларинголога и фонијатара у Ници .
- Писање рецензије и увода за објављен уџбеник „ ФИЗИОЛОГИЈА УМЕТНИЧКОГ ПЕВАЊА (уџбеник певања) аутора Дејана и Добривоја Бошковића. 978-86-7222-104-6
- Академске 2009/10. године Доцент мр Оливер Њего, реализовао је наставу на предмету Војна етика, у оквиру дела предмета који носи назив Реторика, реализујући садржаје из области Реторика са елементима технике гласа на Војној академији - одељењу за наставу и обуку кадета.

Студенти класе Доцента мр Оливера Њега, до сада су наступили на преко четрдесет концерата широм Србије.
По завршетку Академије, 1991. постаје члан опере Народног позоришта у Београду. наступа у Росинијевом Севиљском берберину, Љубавном напитку Гаетана Доницетија, као и многим другим операма. Освојио је три значајне награде на такмичењу Београдско пролеће, а добио је и многе награде на разним културним манифестацијама широм земље и света. До сада је гостовао у Кини, Дубаиjу, Француској, Италији, Кореји, Великој Британији, Мађарској, Македонији, као и још многим престоницама оперске музике. Са својим кумом Предрагом Милетићем, глумцем Народног позоришта је бициклом, три пута путовао до манастира Хиландар на Светој гори.

## Награде и признања
- 25. 05. 1987.	Признање „Примеран војник” ЈНА - Југославија
- 03. 04. 1992.	Награда из фонда Аните Мезетове	ФМУ - Београд
- 1999.	Споменица, Манастир Хиландар - Света гора
- 10. 05. 2002.	Донаторска Грамата,	Патријарх Павле СПЦ.
- 18. 03. 2004.	Грамата, Патријарх Павле СПЦ.
- 18, 06. 2004.	Захвалница,	Савез удружења бораца НОР-а
- 2007.	Златна значка, Културно-просветна заједница
- 05. 11. 2007.	Повеља за Грађанске заслуге Заслужни грађанин, Земуна Општина Земун
- 16. 04. 2008.	Захвалница ВМА - Београд
- 13. 02. 2009.	Захвалница Савез РВС Србије Главни одбор
- 02. 03. 2009. Захвалница Република Србија, Министарство одбране
- 26. 07. 2009.	Плакета	Сабора фрулаша Србије за учешће у програму
- 15. 04. 2009	Повеља за животно дело, Удружење Универзитетских професора и научника Србије
- 13. 12. 2009.	Диплома	Организација хендикепираних лица за хуманитарне циљеве
- 02. 03. 2011.	Захвалница Република Србија, Министарство одбране
- 27. 01. 2012.	Захвалница Уједињена Српска заједница у Македонији
- 11. 04. 2013.	Златни Беочуг Културно-просветна заједница
- 18. 09. 2013.	Орден Светог Деспота Стефана Лазаревића, Патријарх Српски Иринеј СПЦ.
- 30. 11. 2013.	Диплома професору за постигнуте резултате на такмичењу „Никола Цвејић у Руми”, Фонд „Никола и Марица Цвејић”, Такмичење соло певача

## Лични живот
Ожењен је Јасном, са којом има троје деце, Дарију, Тару и Ђорђа.

## Списак дела представа
- 20. 01. 1990.	Народно позориште Београд - Опера	Севиљски берберин	Ђ. Росини „Севиљски берберин”
- 02. 06. 1992. Народно позориште Београд - Опера	Севиљски берберин	Ђ. Росини „Севиљски берберин”
- 28. 11. 1992.	Народно позориште Београд - Опера	Франк (управник затвора)   Ј. Штраус „Слепи миш”
- 30. 11. 1992.	Народно позориште Београд - Опера	Франк (управник затвора)   Ј. Штраус „Слепи миш”
- 02. 12. 1992	Народно позориште Београд - Опера	Франк (управник затвора)   Ј. Штраус „Слепи миш”
- 06. 12. 1992	Народно позориште Београд - Опера	Франк (управник затвора)   Ј. Штраус „Слепи миш”
- 09. 12. 1992	Народно позориште Београд - Опера	Моралес	Ж. Бизе „Кармен”
- 26. 12. 1992	Народно позориште Београд - Опера	Франк (управник затвора)   Ј. Штраус „Слепи миш”
- 13. 01. 1993	Народно позориште Београд - Опера	Франк (управник затвора)   Ј. Штраус „Слепи миш”
- 15. 01. 1993	Народно позориште Београд - Опера	Монтано	Ђ. Верди „Отело”
- 16. 01. 1993	Народно позориште Београд - Опера	Франк (управник затвора)   Ј. Штраус „Слепи миш”
- 17. 01. 1993.	Народно позориште Београд - Опера	Франк (управник затвора)   Ј. Штраус „Слепи миш”
- 30. 01. 1993. Народно позориште Београд - Опера	Моралес	Ж. Бизе „Кармен”
- 17. 02. 1993. Народно позориште Београд - Опера	Моралес	Ж. Бизе „Кармен”
- 20. 02. 1993.	Народно позориште Београд - Опера	Франк (управник затвора)   Ј. Штраус „Слепи миш”
- 10. 03. 1993	Народно позориште Београд - Опера	Франк (управник затвора)   Ј. Штраус „Слепи миш”
- 27. 03. 1993. Народно позориште Београд - Опера	Франк (управник затвора)   Ј. Штраус „Слепи миш”
- 17. 04. 1993	Народно позориште Београд - Опера	Франк (управник затвора)   Ј. Штраус „Слепи миш”
- 08. 05. 1993	Народно позориште Београд - Опера	Франк (управник затвора)   Ј. Штраус „Слепи миш”
- 10. 05. 1993.	Народно позориште Београд - Опера	Севиљски берберин   Ђ. Росини „Севиљски берберин”
- 19. 05. 1993,	Народно позориште Београд - Опера	Моралес	Ж. Бизе „Кармен”
- 26. 05. 1993	Народно позориште Београд - Опера	Франк (управник затвора)   Ј. Штраус „Слепи миш”
- 21. 06. 1993.	Народно позориште Београд - Опера	Франк (управник затвора)   Ј. Штраус „Слепи миш”
- 26. 06. 1993	Народно позориште Београд - Опера	Моралес	Ж. Бизе „Кармен септембар
- 1993.	Народно позориште Београд - Опера	Франк (управник затвора)	Ј. Штраус „Слепи миш” септембар
- 1993. Народно позориште Београд - Опера   Франк (управник затвора) Штраус „Слепи миш” септембар
- 1993.	Народно позориште Београд - Опера	Франк (управник затвора)	Ј. Штраус „Слепи миш”
- 02. 10. 1993.	Народно позориште Београд - Опера	Моралес	Ж. Бизе „Кармен”
- 13. 10. 1993.	Народно позориште Београд - Опера	Севиљски берберин	Ђ. Росини „Севиљски берберин”
- 19. 10. 1993. Народно позориште Београд - Опера	Монтано	Ђ. Верди „Отело”
- 23. 10. 1993. Народно позориште Београд - Опера	Монтано	Ђ. Верди „Отело”
- 02. 11. 1993.	Народно позориште Београд - Опера	Монтано	Ђ. Верди „Отело”
- 04. 11. 1993.	Народно позориште Београд - Опера	Севиљски берберин	Ђ. Росини „Севиљски берберин”
- 10. 11. 1993. Народно позориште Београд - Опера	Монтано	Ђ. Верди „Отело”
- 13. 11. 1993.	Народно позориште Београд - Опера	Моралес	Ж. Бизе „Кармен”
- 23. 12. 1993. Народно позориште Београд - Опера	Севиљски берберин	Ђ. Росини „Севиљски берберин”
- 29. 12. 1993. Народно позориште Београд - Опера	Моралес	Ж. Бизе „Кармен”
- 19. 01. 1994. Народно позориште Београд - Опера	Франк (управник затвора)   Ј. Штраус „Слепи миш”
- 26. 01. 1994. Народно позориште Београд - Опера	Моралес	Ж. Бизе „Кармен”
- 05. 02. 1994.	Народно позориште Београд - Опера	Франк (управник затвора)   Ј. Штраус „Слепи миш”
- 19. 02. 1994.	Народно позориште Београд - Опера	Монтано	Ђ. Верди „Отело”
- 05. 03. 1994.	Народно позориште Београд - Опера	Енрико	Г. Доницети „Лучија од Ламермура”
- 09. 03. 1994.	Народно позориште Београд - Опера	Моралес	Ж. Бизе „Кармен”
- 06. 04. 1994. Народно позориште Београд - Опера	Енрико	Г. Доницети „Лучија од Ламермура”
- 13. 04. 1994.	Народно позориште Београд - Опера	Севиљски берберин   Ђ. Росини „Севиљски берберин”
- 16. 04. 1994. Народно позориште Београд - Опера	Монтано	Ђ. Верди „Отело”
- 07. 05. 1994. Народно позориште Београд - Опера	Енрико	Г. Доницети „Лучија од Ламермура”
- 21. 05. 1994.	Народно позориште Београд - Опера	Монтано	Ђ. Верди „Отело”
- 25. 05. 1994. Народно позориште Београд - Опера	Франк (управник затвора)   Ј. Штраус „Слепи миш”
- 18. 06. 1994.	Народно позориште Београд - Опера	Енрико	Г. Доницети „Лучија од Ламермура
- 22. 10. 1994.	Народно позориште Београд - Опера	Монтано	Ђ. Верди „Отело”
- 12. 11. 1994.	Народно позориште Београд - Опера	Моралес	Ж. Бизе „Кармен”
- 19. 11. 1994.	Народно позориште Београд - Опера	Енрико	Г. Доницети „Лучија од Ламермура”
- 30. 11. 1994.	Народно позориште Београд - Опера	Франк (управник затвора)   Ј. Штраус „Слепи миш”
- 24. 12. 1994. Народно позориште Београд - Опера	Папагено  В. А. Моцарт „Чаробна фрула”
- 03. 01. 1995	Народно позориште Београд - Опера	Франк (управник затвора)   Ј. Штраус „Слепи миш”
- 04. 01. 1995. Народно позориште Београд - Опера	Франк (управник затвора)   Ј. Штраус „Слепи миш”
- 18. 01. 1995	Народно позориште Београд - Опера	Моралес	Ж. Бизе „Кармен”
- 25. 01. 1995.	Народно позориште Београд - Опера	Монтано	Ђ. Верди „Отело”
- 15. 02. 1995.	Народно позориште Београд - Опера	Севиљски берберин	Ђ. Росини „Севиљски берберин”
- 18. 02. 1995. Народно позориште Београд - Опера	Папагено  В. А. Моцарт „Чаробна фрула
- 11. 03. 1995. Народно позориште Београд - Опера	Севиљски берберин	Ђ. Росини „Севиљски берберин”
- 16. 03. 1995.	Народно позориште Београд - Опера	Севиљски берберин	Ђ. Росини „Севиљски берберин”
- 26. 03. 1995.	Народно позориште Београд - Опера	Севиљски берберин	Ђ. Росини „Севиљски берберин”
- 01. 04. 1995.	Народно позориште Београд - Опера	Папагено  В. А. Моцарт „Чаробна фрула”
- 20. 04. 1995.	Народно позориште Београд - Опера	Енрико	Г. Доницети „Лучија од Ламермура”
- 06. 05. 1995.	Народно позориште Београд - Опера	Франк (управник затвора)   Ј. Штраус „Слепи миш”
- 10. 05. 1995.	Народно позориште Београд - Опера	Севиљски берберин	Ђ. Росини „Севиљски берберин”
- 18. 05. 1995.	Народно позориште Београд - Опера	Монтано	Ђ. Верди „Отело
- 20. 05. 1995.	Народно позориште Београд - Опера	Франк (управник затвора)   Ј. Штраус „Слепи миш”
- 03. 06. 1995.	Народно позориште Београд - Опера	Енрико	Г. Доницети „Лучија од Ламермура”
- 08. 06. 1995.	Народно позориште Београд - Опера	Монтано	Ђ. Верди „Отело”
- 17. 06. 1995.	Народно позориште Београд - Опера	Папагено  В. А. Моцарт „Чаробна фрула”
- 21. 06. 1995.	Народно позориште Београд - Опера	Севиљски берберин	Ђ. Росини „Севиљски берберин”
- 14. 09. 1995.	Народно позориште Београд - Опера	Папагено  В. А. Моцарт „Чаробна фрула”
- 04. 11. 1995.	Народно позориште Београд - Опера	Севиљски берберин	Ђ. Росини „Севиљски берберин”
- 02. 12. 1995.	Народно позориште Београд - Опера	Севиљски берберин	Ђ. Росини „Севиљски берберин”
- 06. 12. 1995.	Народно позориште Београд - Опера	Енрико	Г. Доницети „Лучија од Ламермура”
- 13. 12. 1995.	Народно позориште Београд - Опера	Папагено  В. А. Моцарт „Чаробна фрула”
- 30. 12. 1995.	Народно позориште Београд - Опера	Франк (управник затвора)   Ј. Штраус „Слепи миш”
- 31. 01. 1996.	Народно позориште Београд - Опера	Енрико	Г. Доницети „Лучија од Ламермура”
- 03. 02. 1996.	Народно позориште Београд - Опера	Монтано	Ђ. Верди „Отело”
- 23. 03. 1996.	Народно позориште Београд - Опера	Енрико	Г. Доницети „Лучија од Ламермура”
- 27. 03. 1996.	Народно позориште Београд - Опера	Моралес	Ж. Бизе „Кармен”
- 03. 04. 1996.	Народно позориште Београд - Опера	Монтано	Ђ. Верди „Отело”
- 06. 04. 1996.	Народно позориште Београд - Опера	Папагено  В. А. Моцарт „Чаробна фрула”
- 13. 04. 1996.	Народно позориште Београд - Опера	Моралес	Ж. Бизе „Кармен”
- 17. 04. 1996.	Народно позориште Београд - Опера	Енрико	Г. Доницети „Лучија од Ламермура”
- 24. 04. 1996.	Народно позориште Београд - Опера	Франк (управник затвора)   Ј. Штраус „Слепи миш”
- 30. 04. 1996.	Народно позориште Београд - Опера	Моралес	Ж. Бизе „Кармен”
- 05. 05. 1996. Народно позориште Београд - Опера	Франк (управник затвора)   Ј. Штраус „Слепи миш”
- 22. 05. 1996.	Народно позориште Београд - Опера	Папагено  В. А. Моцарт „Чаробна фрула”
- 25. 05. 1996.	Народно позориште Београд - Опера	Моралес	Ж. Бизе „Кармен”
- 05. 06. 1996.	Народно позориште Београд - Опера	Папагено  В. А. Моцарт „Чаробна фрула”
- 12. 06. 1996.	Народно позориште Београд - Опера	Моралес	Ж. Бизе „Кармен”
- 19. 06. 1996.	Народно позориште Београд - Опера	Енрико	Г. Доницети „Лучија од Ламермура”
- 26. 06. 1996.	Народно позориште Београд - Опера	Франк (управник затвора)   Ј. Штраус „Слепи миш”
- 10. 10. 1996.	Народно позориште Београд - Опера	Моралес	Ж. Бизе „Кармен”
- 19. 10. 1996.	Народно позориште Београд - Опера	Севиљски берберин	Ђ. Росини „Севиљски берберин”
- 30. 10. 1996. Народно позориште Београд - Опера	Франк (управник затвора)   Ј. Штраус „Слепи миш”
- 20. 11. 1996. Народно позориште Београд - Опера	Севиљски берберин	Ђ. Росини „Севиљски берберин”
- 07. 12. 1996. Народно позориште Београд - Опера	Енрико	Г. Доницети „Лучија од Ламермура”
- 21. 12. 1996. Народно позориште Београд - Опера	Севиљски берберин	Ђ. Росини „Севиљски берберин”
- 25. 01. 1997. Народно позориште Београд - Опера	Севиљски берберин	Ђ. Росини „Севиљски берберин”
- 08. 03. 1997. Народно позориште Београд - Опера	Франк (управник затвора)   Ј. Штраус „Слепи миш”
- 15. 03. 1997. Народно позориште Београд - Опера	Севиљски берберин	Ђ. Росини „Севиљски берберин”
- 02. 04. 1997. Народно позориште Београд - Опера	Франк (управник затвора)   Ј. Штраус „Слепи миш”
- 05. 04. 1997.	Народно позориште Београд - Опера	Севиљски берберин	Ђ. Росини „Севиљски берберин”
- 16. 04. 1997. Народно позориште Београд - Опера	Енрико	Г. Доницети „Лучија од Ламермура”
- 19. 04. 1997. Народно позориште Београд - Опера	Моралес	Ж. Бизе „Кармен”
- 23. 04. 1997. Народно позориште Београд - Опера	Франк (управник затвора)   Ј. Штраус „Слепи миш”
- 07. 05. 1997.	Народно позориште Београд - Опера	Моралес	Ж. Бизе „Кармен”
- 17. 05. 1997.	Народно позориште Београд - Опера	Севиљски берберин	Ђ. Росини „Севиљски берберин”
- 24. 05. 1997.	Народно позориште Београд - Опера	Франк (управник затвора)   Ј. Штраус „Слепи миш”
- 29. 05. 1997.	Народно позориште Београд - Опера	Франк (управник затвора)   Ј. Штраус „Слепи миш”
- 07. 06. 1997.	Народно позориште Београд - Опера	Франк (управник затвора)   Ј. Штраус „Слепи миш”
- 25. 06. 1997.	Народно позориште Београд - Опера	Ецио	Ђ. Верди „Атила”
- 22. 09. 1997.	Сава центар       Београд - Опера   Моралес	Ж. Бизе „Кармен
- 01. 11. 1997.	Народно позориште Београд - Опера	Моралес	Ж. Бизе „Кармен”
- 26. 11. 1997.	Народно позориште Београд - Опера	Енрико	Г. Доницети „Лучија од Ламермура”
- 06. 12. 1997. Народно позориште Београд - Опера	Севиљски берберин	Ђ. Росини „Севиљски берберин”
- 24. 12. 1997.	Народно позориште Београд - Опера	Франк (управник затвора)   Ј. Штраус „Слепи миш”
- 03. 01. 1998.	Народно позориште Београд - Опера	Франк (управник затвора)   Ј. Штраус „Слепи миш”
- 21. 01. 1998.	Народно позориште Београд - Опера	Севиљски берберин	Ђ. Росини „Севиљски берберин”
- 04. 02. 1998.	Народно позориште Београд - Опера	Севиљски берберин	Ђ. Росини „Севиљски берберин”
- 14. 02. 1998.	Народно позориште Београд - Опера	Ескамиљо  Ж. Бизе „Кармен”
- 21. 02. 1998.	Народно позориште Београд - Опера	Ескамиљо  Ж. Бизе „Кармен”
- 04. 03. 1998.	Народно позориште Београд - Опера	Севиљски берберин	Ђ. Росини „Севиљски берберин”
- 02. 04. 1998.	Народно позориште Београд - Опера	Папагено  В. А. Моцарт „Чаробна фрула”
- 02. 05. 1998.	Народно позориште Београд - Опера	Севиљски берберин	Ђ. Росини „Севиљски берберин”
- 09. 05. 1998. Народно позориште Београд - Опера	Енрико	Г. Доницети „Лучија од Ламермура”
- 31. 10. 1998.	Народно позориште Београд - Опера	Севиљски берберин	Ђ. Росини „Севиљски берберин”
- 07. 11. 1998.	Народно позориште Београд - Опера	Ескамиљо  Ж. Бизе „Кармен”
- 03. 04. 1999.	Народно позориште Београд - Опера	Севиљски берберин	Ђ. Росини „Севиљски берберин”
- 01. 05. 1999.	Народно позориште Београд - Опера	Севиљски берберин	Ђ. Росини „Севиљски берберин”
- 26. 05. 1999.	Народно позориште Београд - Опера	Севиљски берберин	Ђ. Росини „Севиљски берберин”
- 17. 11. 1999.	Народно позориште Београд - Опера	Севиљски берберин	Ђ. Росини „Севиљски берберин”
- 25. 11. 1999.	Народно позориште Београд - Опера	Ецио    Ђ. Верди „Атила”
- 13. 12. 1999.	Народно позориште Београд - Опера	Севиљски берберин	Ђ. Росини „Севиљски берберин”
- 15. 03. 2000.	Народно позориште Београд - Опера	Севиљски берберин	Ђ. Росини „Севиљски берберин”
- 10. 05. 2000.	Народно позориште Београд - Опера	Севиљски берберин	Ђ. Росини „Севиљски берберин”
- 03. 06. 2000.	Народно позориште Београд - Опера	Севиљски берберин	Ђ. Росини „Севиљски берберин”
- 06. 11. 2000.	Народно позориште Београд - Опера	Севиљски берберин	Ђ. Росини „Севиљски берберин”
- 09. 12. 2000.	Народно позориште Београд - Опера	Родриго	Ђ. Верди „Дон Карлос”
- 17. 01. 2001.	Народно позориште Београд - Опера	Родриго	Ђ. Верди „Дон Карлос”
- 12. 02. 2001.	Народно позориште Београд - Опера	Ецио    Ђ. Верди „Атила”
- 21. 02. 2001.	Народно позориште Београд - Опера	Ецио    Ђ. Верди „Атила”
- 24. 02. 2001.	Народно позориште Београд - Опера	Родриго	Ђ. Верди „Дон Карлос”
- 28. 03. 2001.	Народно позориште Београд - Опера	Родриго	Ђ. Верди „Дон Карлос”
- 31. 03. 2001.	Народно позориште Београд - Опера	Ецио	Ђ. Верди „Атила”
- 04. 04. 2001.	Народно позориште Београд - Опера	Ескамиљо   Ж. Бизе „Кармен”
- 07. 04. 2001.	Народно позориште Београд - Опера	Севиљски берберин	Ђ. Росини „Севиљски берберин”
- 18. 04. 2001. Народно позориште Београд - Опера	Ецио    Ђ. Верди „Атила”
- 19. 05. 2001.	Народно позориште Београд - Опера	Ецио    Ђ. Верди „Атила”
- 06. 10. 2001.	Народно позориште Београд - Опера	Ецио	Ђ. Верди „Атила”
- 13. 10. 2001.	Народно позориште Београд - Опера	Севиљски берберин	Ђ. Росини „Севиљски берберин”
- 13. 03. 2002.	Народно позориште Београд - Опера	Родриго	Ђ. Верди „Дон Карлос”
- 22. 04. 2002.	Народно позориште Београд - Опера	Севиљски берберин	Ђ. Росини „Севиљски берберин”
- 24. 05. 2002	Народно позориште Београд - Опера	Родриго	Ђ. Верди „Дон Карлос”
- 04. 06. 2002	Народно позориште Ниш     - Опера	Севиљски берберин	Ђ. Росини „Севиљски берберин”
- 27. 11. 2002.	Народно позориште Београд - Опера	Родриго	Ђ. Верди „Дон Карлос”
- 22. 02. 2003.	Народно позориште Београд - Опера	Папагено   В. А. Моцарт „Чаробна фрула”
- 20. 04. 2003.	Народно позориште Београд - Опера	Папагено   В. А. Моцарт „Чаробна фрула”
- 05. 11. 2003.	Народно позориште Београд - Опера	Белкоре	Г. Доницети „Љубавни напитак”
- 08. 11. 2003.	Народно позориште Београд - Опера	Белкоре	Г. Доницети „Љубавни напитак”
- 15. 03. 2003.	Народно позориште Београд - Опера	Белкоре	Г. Доницети „Љубавни напитак”
- 02. 05. 2003.	Народно позориште Београд - Опера	Белкоре	Г. Доницети „Љубавни напитак”
- 22. 11. 2004.	Народно позориште Београд - Опера	Белкоре	Г. Доницети „Љубавни напитак”
- 23 11. 2004.	Народно позориште Београд - Опера	Белкоре	Г. Доницети „Љубавни напитак”
- 12. 03. 2005.	Народно позориште Београд - Опера	Белкоре	Г. Доницети „Љубавни напитак”
- 16. 03. 2005.	Народно позориште Београд - Опера	Белкоре	Г. Доницети „Љубавни напитак”
- 07. 05. 2005.	Народно позориште Београд - Опера	Ескамиљо   Ж. Бизе „Кармен”
- 16. 11. 2005. Народно позориште Београд - Опера	Белкоре	Г. Доницети „Љубавни напитак”
- 18. 02. 2006.	Народно позориште Београд - Опера	Родриго	Ђ. Верди „Дон Карлос”
- 21. 02. 2006.	Народно позориште Београд - Опера	Родриго	Ђ. Верди „Дон Карлос”
- 04. 03. 2006.	Народно позориште Београд - Опера	Белкоре	Г. Доницети „Љубавни напитак”
- 11. 03. 2006.	Народно позориште Београд - Опера	Родриго	Ђ. Верди „Дон Карлос”
- 19. 11. 2006.	Народно позориште Београд - Опера	Белкоре	Г. Доницети „Љубавни напитак”
- 09. 12. 2006.	Народно позориште Београд - Опера	Дон Бартоло	Ђ. Росини „Севиљски берберин”
- 01. 02. 2007. Народно позориште Београд - Опера   Белкоре Г. Доницети „Љубавни напитак”
- 19. 04. 2007.	Народно позориште Београд - Опера	Родриго	Ђ. Верди „Дон Карлос”
- 04. 05. 2007.	Народно позориште Београд - Опера	Дон Бартоло	Ђ. Росини „Севиљски берберин”

## Листа најзначајнијих наступа ван опере
1995. Министарство културе Републике Србије, 11 Полуреситала са Радмилом Бакочевић
- 1. Вршац
- 2. Суботица
- 3. Сомбор
- 4. Горњи
- 5. Милановац
- 6. Ужице
- 7. Ваљево
- 8. Приштина
- 9. Лесковац
- 10. Крушевац
- 11. Чачак
- 27. 01. 1995. Београд, велика сцена Народног позоришта, Оркестар опере, Диригент Јован Шајновић.
- 20. 02. 1995. Београд, велика сцена Народног позоришта, Оркестар опере, Диригент Јован Шајновић.
- 09. 08. 1995. Културни центар Врњачка Бања, клавирска сарадња - Мирјана Кршљанин.
- 1996. Деспотовац, Манастир Манасија, Полуреситал са Радмилом Бакочевић, Мирјана Кршљанин.
- 13. 01. 1996. Београд, велика сцена Народног позоришта, Оркестар опере, Диригент Јован Шајновић.
- 17. 06. 1996. Београд, Галерија Српске академије наука и уметности, заједнички концерт са примадоном Радмилом Бакочевић, клавирска сарадња Мирјана Кршљанин.
- 30. 06. 1996. Сремска Митровица, Полуреситал са Радмилом Бакочевић, клавирска сарадња - Мирјана Кршљанин.
- 31. 05. 1997. Београдски сајам, Југословенско - Македонско друштво, клавирска сарадња Мирјана Кршљанин, Арија Фигара „Севиљски берберин” Ђ. Росини
- 07. 12. 1997. Београд, велика сцена Народног позоришта, клавирска сарадња Мирјана Кршљанин.
- 13. 01. 1998. Београд, велика сцена Народног позоришта, Оркестар опере, Диригент Бојан Суђић „Севиљски берберин” Ђ. Верди
- 04. 06. 1998. Италијанска амбасада, клавирска сарадња Мирјана Кршљанин.
- 28. 01. 1998. Бански двор у Бањој Луци, Српска Радио телевизија, М. Кршљанин.
- 29. 03. 1999. Народни музеј - Атријум, клавирска сарадња Мирјана Кршљанин.
- 10 - 20. април 1999. Пјонг Јанг (Северна Кореја) Фестивал, у организацији Министарства културе Р. Србије, Вече оперских арија.
- 21. 04. 1999. Москва (Русија) Дом културе, Никита Михалков и Наташа Јовић, Вече оперских арија
- 30. 06. 2000. Београд, велика сцена Народног позоришта, Живан Сарамандић - бас, оркестар опере, Диригент Бојан Суђић, Дует Ециа и Атиле, „Атила” Ђ. Верди, Доницети „Лучија од Ламермура” секстет.
- 13. 01. 2001. Београд, велика сцена Народног позоришта, Оркестар опере, Диригент Бојан Суђић, Ђ. Верди „Риголето”.
- 01. 06. 2001. Дом културе Нови Бечеј, „Обзорја на Тиси”, Мирјана Кршљанин.
- 03. 07. 2001. Београд, велика сцена Народног позоришта, Оркестар опере, Диригент

Зорица Митев, „Магбет” Ђ. Верди.
- 24. 11. 2001. Београд, велика сцена Народног позоришта, Клавирска сарадња, Невена Спасојевић, Арија Тореадора - Ж. Бизе.
- 13. 01. 2002. Београд, велика сцена Народног позоришта, Оркестар опере, Диригент Ђоређе Павловић, Арија Рената - Бал под маскама.
- 01. 11. 2002. Перт (Аустралија), СПЦ у Аустралији и Народно позориште Београд, Ансамбл Народног позоришта Београд.
- 02. 11. 2002. Аделејд (Аустралија) СПЦ у Аустралији и Народно позориште Београд, Ансамбл Народног позоришта Београд, Представа: Солунци говоре.
- 03. 11. 2002. Мелбурн (Аустралија) СПЦ у Аустралији и Народно позориште Београд, Ансамбл Народног позоришта, Београд, Представа: Солунци говоре
- 08. 11. 2002. Сиднеј (Аустралија) СПЦ у Аустралији и Народно позориште Београд, Ансамбл Народног позоришта Београд, Представа: Солунци говоре.
- 09. 11. 2002. Сиднеј (Аустралија) СПЦ у Аустралији и Народно позориште Београд, Ансамбл Народног позоришта Београд, Представа: Солунци говоре.
- 10. 11. 2002. Сиднеј (Аустралија) СПЦ у Аустралији и Народно позориште Београд, Ансамбл Народног позоришта Београд, Представа: Солунци говоре.
- 12. 11. 2002. Канбера (Аустралија) СПЦ у Аустралији и Народно позориште Београд, Ансамбл Народног позоришта Београд, Представа: Солунци говоре.
- 12. 01. 2004. Београд, велика сцена Народног позоришта, Оркестар опере, Диригент Ђорђе Павловић, Секстет Лучија од Ламермура - Г. Доницети, Дует Атиле И Ециа - Ж. Сарамадић, О. Њего.
- 13. 01. 2004. Београд, велика сцена Народног позоришта, Оркестар опере, Диригент Ђорђе Павловић, Секстет Лучиа од Ламермура Г. Доницети, Дует Атиле И Ециа - Ж. Сарамадић, О. Њего
- 17. 04. 2004. Торонто (Канада) Центар уметности, Јадранка Јовановић, мецосопран,

Никола Рацков.
- 03. 07. 2004. Београд, велика сцена Народног позоришта, Оркестар опере, Диригент

Зорица Митев, Дует Лучие и Енрика - Г. Доницети.
- 28. 10. 2005. Торонто (Канада) Центар уметности, Никола Рацков.
- 13. 01. 2006. Београд, велика сцена Народног позоришта, Оркестар опере, Диригент

Јоханес Харнајт.
- 30.	07.2006	Београд, велика сцена Народног позоришта, Оркестар опере, Диригент

Ђоређе Павловић, „Магбет” Ђ. Верди.
- 04. 12. 2006. Београд, велика сцена Народног позоришта, Никола Рацков.
- 11. 05. 2007. Панчево, Народно позориште, Станис Гасталдон „Музика проибита”.
- 14. 10. 2007. Београд, велика сцена Народног позориште, Оркестар опере, Диригент Дејан Савић, „Магбет” Ђ. Верди, сећање на М. Калас.
- 19. 11. 2007. Етнографски музеј, Амбасада Републике Словачке, Никола Рацков.
- 03. 12. 2007. Београд, Етнографски музеј,гост Радмила Бакочевић, Никола Рацков, Концерт

„Оливер Њего и пријатељи”
- 10. 12. 2007. Народно позориште у Београду, Јадранка Јовановић и Никола Радков.
- 30. 10. 2008. Ковачица, Конгресна сала релакс центра	Општина Ковачица, Никола Рацков,

Солистички концерт
- 01, 11. 2008. Музеј Херцеговине, Општина Требиње, Никола Рацков.
- 23. 01. 2009. Беч, Свечана сала хотела Шенбрун, Српски центар Беч, Никола Рацков, Уметнички програм.
- 27. 01. 2009. Београд, Сава центар, организатор Министарство просвете РС.
- 2009. Центар за културу Бела црква, организатор Интерпрес,

Издавачко предузеће, М. Аранђеловић: Santa Maria della Salute.
- 15. 04. 2009. Свечана сала Грађевинског факултета у Београду, Удружење Универзитетских професора и научника Србије.
- 13. 05. 2009. Свечана сала САНУ, Удружење за Артеросклерозу, Никола Рацков.
- 28. 06. 2009. Београд, Задужбина Илије М. Коларца, Продукција Рацков Арт, Никола Рацков и пријатељи.
- 2009. Галерија „Луча” Херцег Нови	Интерпрес, Мирољуб Аранђеловић - Расински

клавир - Santa Maria della Salute.
- 31. 10. 2009. Позориште у Трсту „Верди” Министарство културе Р. С. и СПЦ.
- 2010. Центар за културу Сомбор, Интерпрес, Мирољуб Аранђеловић - Расински

клавир	- Santa Maria della Salute.
- 27. 01. 2010. Амфитеатар Православног Богословског факултета.
- 29. 04. 2009. Свечана сала Прве Крагујевачке гимназије, ФИЛУМ Крагујевац, Никола Рацков, Полуреситал.
- 21. 05. 2010.	Летња позорница Ректората у Крагујевцу, Универзитет у Крагујевцу, Никола Рацков.
- 30. 09. 2010. Српски Културни центар у Будимпешти, Српски културни центар, Дуо модерато.
- 10. 12. 2010. Центар за културу „Шумице” Београд,	Општина Вождовац, Никола Рацков.
- 27. 01. 2011. Сава центар, организатор Министарство културе и образовања, Симфонијски оркестар РТС-а,	М. Поповић: Santa Maria della Salute, дует са Јадранком Јовановић (премијерно).
- 13. 02. 2011. Дом омладине Аранђеловац, Република Србија, Општина Аранђеловац, Центар за културу и образовање.
- 28. 05. 2011. Велика сала Дома Народне скупштине у Београду, Спортски савез Србије, Никола Рацков.
- 22. 08. 2011. Дом културе Кучево, Центар за културу Кучево.
- 02. 10. 2011. Свечана сала Прве Крагујевачке гимназије, ФИЛУМ Крагујевац, Петар Марковић.
- 25. 10. 2011	Руски дом Београд, Центар за науку и културу Руске амбасаде, Никола Рацков.
- 2012. Галерија легат Милић од Мачве,	Интерпрес, Мирољуб Аранђеловић - Расински

клавир	- Santa Maria della Salute.
- 13. 02. 2012. Дом омладине Аранђеловац Република Србија, Општина Аранђеловац, Центар за културу и образовање.
- 28. 07. 2012	Културни центар Јагодина, ФЕСТИВАЛ, Никола Рацков и Јадранка Јовановић, Полуреситал.
- 19. 09. 2012.	Градска кућа у Суботици, Мондорама ТТА, концерт.
- 02. 10. 2012. Француска амбасада, ИТеам евентс, Никола Рацков.
- 10. 10. 2012. Конгресна дворана „Чигота” Златибор, концерт.
- 19. 10. 2012. Сава центар, РТС - Србија.
- 10. 11. 2012. Дом културе у Требињу, Општина Требиње, Сузана Шуваковић, Невена Живковић, клавир.
- 11. 11. 2012. Дом културе у Требињу, Општина Требиње, Сузана Шуваковић, Невена Живковић, клавир.
- 07. 12. 2012. Свечана сала Грађевинског факултета у Београду, Грађевински факултет у Београду, Никола Рацков, концерт.
- 2013. Галерија „Прогрес” Београд, Интерпрес, Мирољуб Аранђеловић - Расински клавир - Санта Мариа дела салуте.
- 27. 01. 2013.	Велика сала Коларца, променадни концерт, Београд Рацков АРТ, Радмила Бакочевић, Уки Оваскаинен, Небојша Максимовић, Никола Рацков, Владимир Глигорић.
- 18. 04. 2013. Свечана сала Дома војске у Београду, Република Србија, Министарство одбране, Уметнички ансамбл Војске Југославије.
- 28. 04. 2013. Сава центар Београд, Јадранка Јовановић, Никола Рацков и Уметнички ансамбл Војске Југославије.
- 24. 05. 2013. Руски дом у Београду, Патријарх Иринеј и СПЦ, Сузана Шуваковић, Невена Живковић, клавир.
- 25. 05. 2013. Велика сала Дома Народне скупштине у Београду, Спортски савез Србије.
- 11. 06. 2013. Дом културе Смедерево, Центар за културу Смедерево, Јадранка Јовановић, Никола Рацков и Уметнички ансамбл Војске Југославије.
- 27. 06. 2013. Свечана сала Прве Крагујевачке гимназије, ФИЛУМ Крагујевац, Петар Марковић, концерт.
- 16. 10. 2013. Електронски факултет у Нишу, концерт.